# La Vega (República Dominicana)
La Vega es una ciudad y municipio de la República Dominicana, situada en la región central del país, específicamente en la provincia que lleva el mismo nombre, de la cual es la capital.
Esta ciudad es conocida por su riqueza histórica, cultural y natural, desempeñando un papel importante en el desarrollo económico y social de la región.

## Localización
Esta se sitúa en el centro norte del país, en el valle de la Vega Real, en el alto valle del río Camú. La aldea primitiva fue creada en 1494 por Cristóbal Colón pero se trasladó después de un gran terremoto en los años 1560. 

## Límites
Municipios limítrofes:
|                                                   | Norte: Puñal, Moca, Cayetano Germosén y Salcedo |                                              |
| Oeste: Baitoa, Sabana Iglesia, Jánico y Jarabacoa |                                                 | Este: Villa Tapia y San Francisco de Macorís |
|                                                   | Sur: Jarabacoa, Bonao, Jima Abajo y Fantino     |                                              |

## Distritos municipales
Está formado por los distritos municipales de:
| Nombre           | Código   |
| ---------------- | -------- |
| La Vega          | 02130101 |
| Río Verde Arriba | 02130102 |
| El Ranchito      | 02130103 |
| Tavera           | 02130104 |

## Clima
El clima es de carácter tropical, aunque por su alta altitud puede ser más frío

## Demografía
La población del municipio de La Vega ha tenido la siguiente dinámica demográfica:
|         | 1993    | 2002    | 2010    | 2022    |
| ------- | ------- | ------- | ------- | ------- |
| Hombres | 103 591 | 110 605 | 102 077 | 142 040 |
| Mujeres | 110 067 | 109 674 | 100 787 | 140 015 |
| Total   | 213 658 | 220 279 | 202 854 | 282 055 |

La gran mayoría de los inmigrantes vienen de zonas rurales y de pueblos aledaños como Bonao, Moca, Cotuí, Jarabacoa, Constanza, Jima, Tenares, Villa Tapia, Fantino, Angelina.

## Historia

### Dominio español
La aldea inicial, denominada Concepción de La Vega, se inició con la fundación de la fortaleza de La Concepción, de donde toma el nombre, mandada a construir por Cristóbal Colón en 1494. Bartolomé de Las Casas expresa que Colón, maravillado por la belleza del lugar le puso por nombre de "La Vega Real". Su desarrollo económico inicial se había de cimentar en la fundición de oro y en el cultivo y procesamiento de la caña de azúcar. Con el tiempo, los recursos auríferos de Concepción de la Vega se agotaron. El crecimiento económico de la ciudad en los tiempos del oro posibilitó un alto nivel adquisitivo en sus habitantes y esto hizo que se asimilara a una ciudad europea.
En la sección de Concepción de la Vega hoy se encuentran los restos arqueológicos de la factoría española de oro, donde los trabajadores taínos traían el oro que sacaban de los ríos para lavarlo, fundirlo y convertirlo en lingotes que almacenaban en la fortaleza hasta que llegaba el momento de embarcarlos hacia España.
Allí se acuñó la primera moneda y se establecieron los primeros comerciantes de la colonia. En 1508 se le dio título de ciudad y en 1512 se erigió como sede del primer obispado establecido en la isla, siendo su único titular el Doctor Pedro Suárez de Deza. Por ella transitaron fray Bartolomé de Las Casas y fray Pedro de Córdoba, defensores de los indígenas.
En la ciudad de Concepción de La Vega fue donde se produjo el primer reparto de indios, a cargo de Rodrigo de Alburquerque, y donde se estableció el convento de la Orden de las Mercedes, el cual se asoció legendariamente con la cruz plantada por Colón en el Santo Cerro, dando lugar al nacimiento del culto de dicha advocación mariana en nuestro país. Esta cruz llegaría a alcanzar una notable fama con el nombre de la Vera Cruz.
Cuenta la tradición que en una de las batallas entre españoles e indígenas, en este lugar se apareció la Virgen de Las Mercedes, en medio de los dos bandos en lucha, y obró el milagro de devolver las flechas que los indígenas lanzaban a los españoles, haciendo posible así la victoria de estos. Un cuadro artístico detalla esta leyenda, de tradición hispanófila, y se conserva en la Iglesia de Las Mercedes, en el Santo Cerro.
El 2 de diciembre de 1562 la ciudad fue destruida por un terremoto, siendo trasladada a la orilla meridional del río Camú. Para 1598 sólo existían dieciséis casas de paja y no había plaza ni calles. En los tiempos de Antonio Osorio se registraron cuarenta vecinos, entre ellos un zapatero, un sastre y un tratante, y se contaron quince estancias de yuca y maíz.
Se ignora la fecha en que se fundó la nueva localidad: los historiadores refieren que, después del terremoto, los vecinos, despavoridos, resolvieron fundar la nueva población a una distancia de dos leguas, en la margen meridional del río Camú, donde había una ermita dedicada a San Sebastián. La tradición dice que los terrenos fueron donados por una viuda rica.
En las primeras décadas del siglo XVIII La Vega tenía una población que rozaba las 3,000 personas, las cuales vivían en forma muy pobre. De ellas, 450 eran hombres de armas.
Con el establecimiento del libre comercio la localidad cobró nueva vida, lo que trajo como consecuencia favorable la creación de Monte Cristi como puerto neutral y la repoblación de Puerto Plata. El presbítero Francisco Amézquita y Lara fue el primer historiador que tuvo La Vega.

### Ocupación haitiana
A principios del siglo XIX, en 1805, la población de La Vega fue incendiada, al igual que otros poblados del Cibao, por las tropas de Jean-Jacques Dessalines que regresaban en desbandada de la ciudad de Santo Domingo tras fracasar en su asedio. Cuenta Guido Despradel en su Historia de La Vega que:

«Solamente la Iglesia y dos casas más de mampostería se libraron de la furia destructora del incendio a que sometiera a esta, y en aquel entonces, risueña villa de Concepción de La Vega, el analfabeto Jean Jacques Dessalines. Y tal fue el terror que se apoderó de sus vecinos ante la irascible y brutal acometida de las huestes negras en derrota, que huyeron despavoridos a la montaña y a la espesura de los bosques, procurándose un seguro refugio del cual solamente los hizo salir, para volver a fundar vivienda sobre las cenizas de sus hogares un animoso religioso de la orden de San Agustín, expresamente enviado para realizar tan útil y necesaria labor de confianza y acercamiento.»

De dicha época a la de la ocupación haitiana en 1822, su progreso fue lento y parco en la obtención de beneficios materiales. La Vega contó con un gobernante muy progresista llamado Placide Le Brun, quien ordenó empedrar las primeras calles, a las que dio nombre. Se construyeron puentes y se estimuló la agricultura.
El 7 de mayo de 1842 la ciudad volvió a ser abatida por un terremoto que destruyó las principales construcciones con que contaba entonces, como el palacio de Gobierno y la iglesia.

### Independencia de República Dominicana
En los días de la Independencia Nacional Dominicana la ciudad de La Vega se integró a la causa de la libertad, sirviendo de enlace el cura párroco presbítero José Eugenio Espinosa y Azcona. El 4 de marzo de 1844 La Vega formalizó su pronunciamiento en favor de la independencia, y ese mismo día se convirtió en el primer pueblo del país que izó el pabellón tricolor, confeccionado por las señoritas Villa.
El Comercio la agricultura y la industria, adquieren nuevo impulso con las inmigraciones provenientes de Santo Domingo, Santiago, Moca y otros lugares. El historiador Manuel Ubaldo Gómez señala que para esa época la instrucción pública sólo alcanzaba a las personas pudientes.
Un hecho que vino a fortalecer de manera decisiva el desarrollo económico de la zona fue la inauguración del ferrocarril entre el puerto de Las Cañitas en Sánchez, Samaná y la ciudad de La Vega, producto del esfuerzo del benemérito Gregorio Rivas. En efecto, el transporte por ese medio de frutos y mercancías propició nuevas condiciones de vida a la sociedad vegana.
En 1915 la ciudad recibe el nombre de ciudad culta, por su dedicación al arte y la cultura. En el lugar de las ruinas de la primera ciudad, existe un parque arqueológico y un pequeño museo. Con el correr de los años ha surgido un poblado llamado Pueblo Viejo, en honor al primer lugar donde existió la ciudad.

## Economía
La Vega ha transitado de una base agropecuaria —cultivos en sus llanuras fértiles y ganadería y aprovechamiento forestal en la sierra— a una economía diversificada con predominio del comercio, los servicios y la manufactura. Este proceso se refleja en la conversión progresiva de suelos agrícolas a usos residenciales y comerciales dentro del perímetro urbano.
La estructura industrial local integra cadenas agroalimentarias (café, cacao y alimentos procesados), confecciones y textiles, así como la elaboración de bebidas. El sector terciario se articula en supermercados, centros comerciales y una oferta creciente de servicios financieros, educativos y de salud.
Gracias a su ubicación estratégica en el centro del país y a su conectividad vial, la ciudad registra expansión urbana e incremento del parque inmobiliario e industrial, consolidándose como un nodo regional de abastecimiento y servicios.

## Patrimonio
Forman parte del patrimonio cultural de La Vega el Convento de la Orden de la Merced, las ruinas del Monasterio de San Francisco y del Fuerte de La Concepción, los restos de la antigua ciudad de La Vega y el Santo Cerro, especie de una iglesia fortaleza construida en lo alto de un cerro con piedras que fueron sacadas de la ciudad abatida por el terremoto.
También forman parte de su patrimonio edificaciones más recientes como el Hospital de la Caridad, la Logia Concordia, el Palacio de Don Zoilo, el Teatro La Progresista, el Hospital La Humanitaria, el Royal Palace y el Casino Central.

## Lugares de interés

### Santo Cerro
La ciudad de La Vega formaba parte, en la antigüedad, del cacicazgo de Maguá, el cual era muy rico en oro.
En este lugar hubo una de las más grandes batallas entre taínos y españoles. 
Según la tradición, en 1495 durante una batalla en este cerro entre taínos y españoles por el oro, apareció la Virgen de las Mercedes en una gran cruz de madera que había colocado Cristóbal Colón debajo de un níspero.
Colón antes de morir le dijo a su hijo Diego que erigiera en este cerro una iglesia en honor a esa Virgen, pero Diego no la construyó.
En 1527 se establece en el cerro el primer convento de la Orden de las Mercedes.
El santuario que existe hoy fue construido en 1880 por Onofre de Lora, el cual es cuidado por las Hermanas Mercedarias de la Caridad.
En este lugar se venera a la Virgen de las Mercedes, cuya festividad se celebra el 24 de septiembre. Miles de feligreses visitan anualmente este lugar sagrado.
El Santo Cerro, además del santuario, cuenta con un museo y un mirador con una majestuosa vista del valle de La Vega Real.
Cualquier visita a La Vega debe incluir una visita a este cerro, que se encuentra a 8 kilómetros del centro de la ciudad.
Dentro del Santo Cerro se encuentra el monumento a La Luz del Mundo, una pieza de arte escultórico en forma de cruz de unos 13 metros de altura.

### Ruinas de La Vega vieja

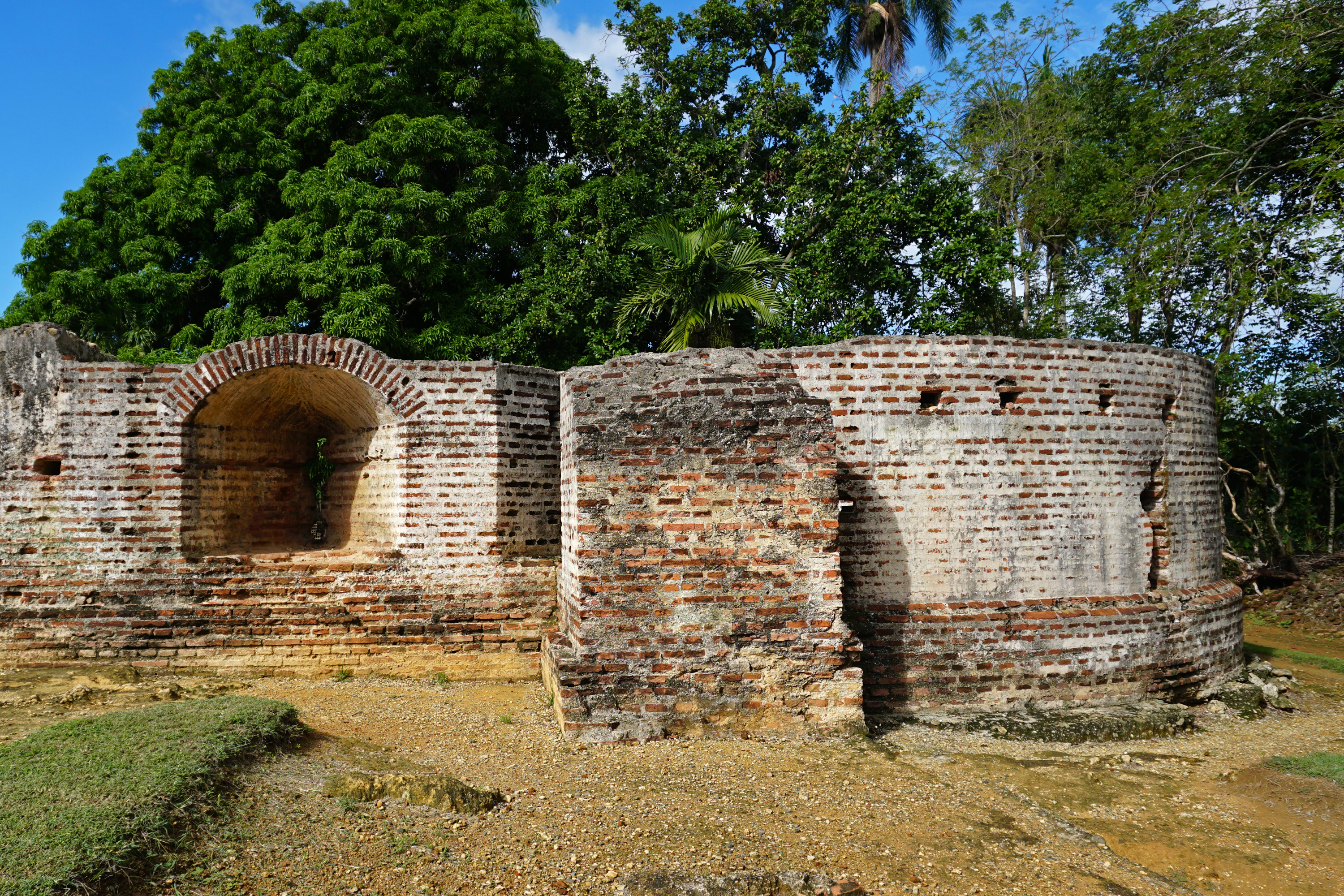
Fortaleza de la Concepción, La Vega Vieja

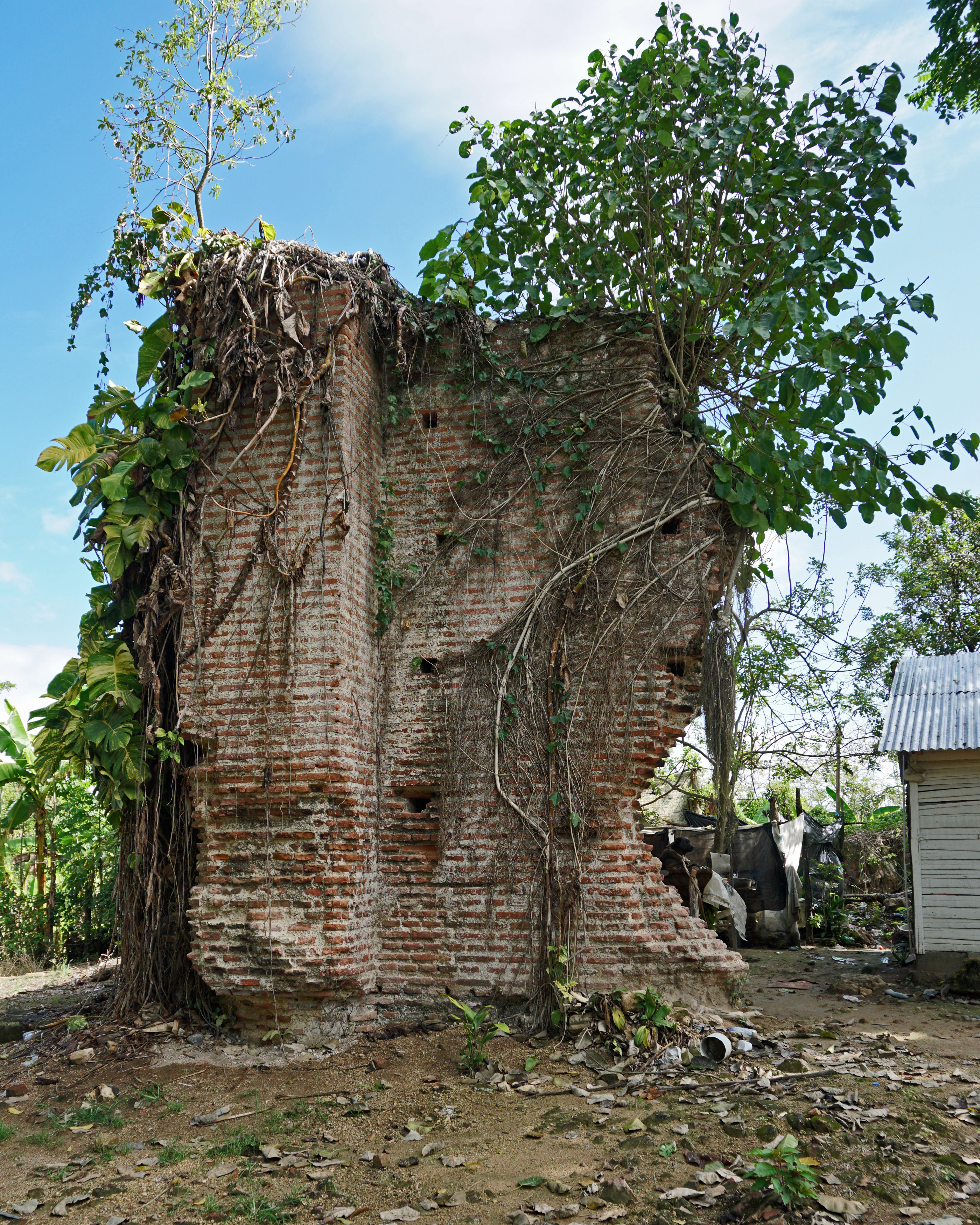
Ruinas Catedral La Vega Vieja

La villa de La Vega Vieja fue fundada entre los siglos XV y XVI en la Isla Española y en ella se estableció el Fuerte de la Concepción, que defendía el sitio de cualquier ataque terrestre. Este es un gran histórico lugar, por ser aquí donde se erigió una de las dos primeras diócesis de América.
Tras las violentas y poco agradables experiencias vividas por los hombres de Cristóbal Colón en La Navidad y La Isabela, territorios que como toda la isla eran el hogar de los taínos, los que quedaron de ellos se refugiaron tierra adentro, con la intención también de explotar el oro recién descubierto por esos lares.
La Vega Vieja fue el lugar escogido por Cristóbal Colón para construir uno de los primeros asentamientos para afianzar la presencia de los españoles de la Isla Española. Eng:La Vega Vieja was the place chosen by Christopher Columbus to build one of the first settlements to strengthen the presence of the Spaniards on the Española Island.
El Almirante se interesó en el lugar tras comprobar que en estos predios, en el río Verde, encontraron oro. Además, en el lugar abundaba la madera preciosa y había muchos indios jóvenes.
El 2 de diciembre de 1562 un fuerte terremoto destruyó casi por completo la ciudad, por lo que los colonizadores decidieron levantar otra villa en el lugar donde hoy se encuentra la ciudad de La Vega, a siete kilómetros de aquí.
Tras el mismo, lo único que quedó en pie fue una parte de la fortaleza, que aún hoy se puede observar. De la catedral apenas quedó en pie una columna y parte de los cimientos. De hecho, los españoles usaron parte de los ladrillos de la vieja iglesia y del fortín para levantar la nueva ciudad de La Vega. En los últimos 20 años del siglo XVI la ciudad ya estaba totalmente despoblada.

### Catedral Inmaculada Concepción
La Catedral Inmaculada Concepción es un monumento donde se conjugan el arte bizantino con una arquitectura moderna.
El diseño de la Catedral, ubicada frente al parque Central de esta ciudad, correspondió al arquitecto dominicano Pedro Mena Lajara y la inauguró el 23 de febrero de 1992, el fallecido presidente Joaquín Balaguer, quien entregó las llaves al obispo monseñor Juan Antonio Flores.  Desde sus inicios, este monumento religioso se convirtió en un lugar de preferencia tanto de feligreses y devotos de la Virgen María, como de turistas nacionales y extranjeros.
La primera piedra de la nueva catedral fue colocada el 15 de mayo de 1987.
La Catedral de La Vega constituye uno de los lugares más visitados por los católicos y turistas.[cita requerida]

### Museo Sacro
Contiene piezas valiosas desde los principios de evangelización en la isla desde que se creó

### Guaigui
Es uno de los mayores atractivos turísticos de la ciudad, enclavado en las lomas de la Cordillera Central. Desde su carretera que ofrece vistas hacia la ciudad de La Vega, bañada por el río Camú.

## Festividades
- Las fiestas patronales del municipio se celebran en honor a La Virgen de la Antigua y finalizan el 16 de agosto.
- Igualmente se celebran las fiestas de la Virgen de Las Mercedes, cuyo santuario nacional se encuentra en el Santo Cerro, todos los 24 de septiembre de cada año.
- El carnaval vegano es uno de los más famosos del país, por su riqueza artística y se celebra en febrero de cada año.

### Carnaval Vegano

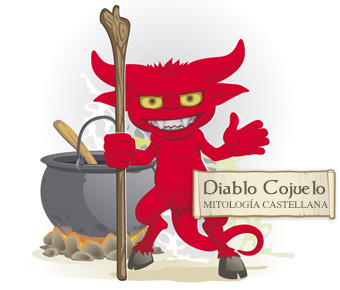
El diablo Cojuelo es un demonio socarrón y juerguista recogido en la tradición oral y literaria de Castilla.

Se tenía noticia que los habitantes de La Vega Vieja se disfrazaban de Moros y cristianos y realizaban festejos que evolucionaron en las celebraciones actuales. 
Durante años el Carnaval Vegano mantuvo una expresión predominantemente españolizada, simbolizada en una expresiva teatralización, el baile de las cintas y sus diablos cojuelos, con trajes simples de color rojo, amarillo, verde y con sus máscaras representativas del diablo medieval, andromorfo, mefistofélico, con sus dos cachitos frontales clásicos, orejas grandes, boca abierta y dientes al aire, la cual fue posteriormente criollizada con barbas de cuero de chivo.
El centro de la actividad es la calle Padre Adolfo Nouel, pasando por el Parque de las Flores, donde los diablos azotan a los transeúntes que los provocan o abandonan la calzada y donde se culmina con un desfile de más de 80 grupos de comparsas.
Esta dimensión pintoresca, herencia colonial, se transformará con la presencia afro, donde jugaron importante papel migraciones cubanas y los pobladores de los barrios populares de La Vega.
Actualmente el Carnaval Vegano es el evento cultural más importante de esta ciudad que lleva el nombre del fértil valle que la sustenta y de todo el país, ha sido declarado Patrimonio Folklórico Nacional por la Cámara de Diputados.
Para algunos investigadores, las primeras manifestaciones de Carnaval de la isla que hoy compartimos con Haití, y de América, se realizaron en lo que es hoy las Ruinas de La Vega Vieja, en febrero de 1520, en ocasión de una visita de fray Bartolomé de Las Casas.
Cada domingo del mes de febrero en horas de la tarde, los diablos cojuelos salen a la calle armados de sus vejigas de toro, golpeando a todo el que ose bajar a la calle, pero respetando a los que se mantienen en la acera o calzada.
El centro de la actividad es la calle Padre Adolfo Nouel, pasando por el Parque de las Flores, donde los diablos azotan a los transeúntes que los provocan o abandonan la calzada y donde se culmina con un desfile de más de 80 grupos de comparsas.
Esta dimensión pintoresca, herencia colonial, se transformará con la presencia afro, donde jugaron importante papel migraciones cubanas y los pobladores de los barrios populares de La Vega.
Durante años el Carnaval Vegano mantuvo una expresión predominantemente españolizada, simbolizada en una expresiva teatralización, el baile de las cintas y sus diablos cojuelos, con trajes simples de color rojo, amarillo, verde y con sus máscaras representativas del diablo medieval, andromorfo, mefistofélico, con sus dos cachitos frontales clásicos, orejas grandes, boca abierta y dientes al aire, la cual fue posteriormente criollizada con barbas de cuero de chivo.
Cada domingo del mes de febrero en horas de la tarde, los diablos cojuelos salen a la calle armados de sus vejigas de toro, golpeando a todo el que ose bajar a la calle, pero respetando a los que se mantienen en la acera o calzada.
El centro de la actividad es la calle Padre Adolfo Nouel, pasando por el Parque de las Flores, donde los diablos azotan a los transeúntes que los provocan o abandonan la calzada y donde se culmina con un desfile de más de 80 grupos de comparsas.
Actualmente el Carnaval Vegano es el evento cultural más importante de esta ciudad que lleva el nombre del fértil valle que la sustenta y de todo el país, ha sido declarado Patrimonio Folklórico Nacional por la Cámara de Diputados.
Para algunos investigadores, las primeras manifestaciones de Carnaval de la isla que hoy compartimos con Haití, y de América, se realizaron en lo que es hoy las Ruinas de La Vega Vieja, en febrero de 1520, en ocasión de una visita de fray Bartolomé de Las Casas.
Durante años el Carnaval Vegano mantuvo una expresión predominantemente españolizada, simbolizada en una expresiva teatralización, el baile de las cintas y sus diablos cojuelos, con trajes simples de color rojo, amarillo, verde y con sus máscaras representativas del diablo medieval, andromorfo, mefistofélico, con sus dos cachitos frontales clásicos, orejas grandes, boca abierta y dientes al aire, la cual fue posteriormente criollizada con barbas de cuero de chivo.
El centro de la actividad es la calle Padre Adolfo Nouel, pasando por el Parque de las Flores, donde los diablos azotan a los transeúntes que los provocan o abandonan la calzada y donde se culmina con un desfile de más de 80 grupos de comparsas.
Actualmente el Carnaval Vegano es el evento cultural más importante de esta ciudad que lleva el nombre del fértil valle que la sustenta y de todo el país, ha sido declarado Patrimonio Folklórico Nacional por la Cámara de Diputados.

## Educación
En la ciudad se encuentra una universidad privada fundada en 1983, la  Universidad Católica del Cibao (UCATECI). 
También se encuentra una extensión de la Universidad Nacional Pedro Henríquez Ureña (UNPHU), la Universidad Agroforestal Fernando Arturo de Meriño y una extensión de la Universidad Autónoma de Santo Domingo (UASD), conocido como el (CURVE-UASD).
Escuelas públicas:
- Colegio La Sagrada Familia.
- Escuela Arenoso.
- Escuela Del Carmen.
- Escuela García Godoy.
- Escuela Mitila Grullón.
- Escuela Padre Lamarche.
- Escuela Ramón del Orbe.
- Escuela San Antonio.
- Escuela San Martín De Porres.
- Escuela San Miguel.
- Centro Educativo Ana Ramona Suárez
- Instituto Agronómico y Técnico Salesiano
- Liceo Don Pepe Álvarez.
- Politécnico Femenino Mercedes Morel.
- Escuela Profesora Ana Ramona Suárez.[12]

Escuelas privadas:
- Colegio Agustiniano.
- Colegio Cardenal Sancha.
- Colegio Don Luis Despradel.
- Colegio Eugenio María De Hostos.
- Colegio Inmaculada Concepción.
- Colegio Nubeluz.
- Colegio Padre Fantino.
- Colegio Pequeños Gigantes.
- Colegio Santo Tomas De Aquino.
- Colegio U.N.P.H.U.
- Colegio Vega Nueva.
- La Vega Christian School.

### Universidad Católica Del Cibao (UCATECI)
El 25 de febrero de 1983 el Poder Ejecutivo emite el Decreto número 820 mediante el cual se crea el Instituto Tecnológico del Cibao (INTECI).
Posteriormente, con el Decreto número 764 del 14 de agosto de 1986, cambia al nombre de Universidad Tecnológica del Cibao (UTECI).
Su fundador y primer Rector lo fue el entonces Obispo de la diócesis de La Vega, Mons. Juan Antonio Flores Santana, apoyado por un grupo de hombres y mujeres del municipio.
El 31 de enero de 2002 fue declarada Universidad Católica, bajo la aprobación del Obispo Mons. Antonio Camilo González, asumiendo el nombre de Universidad Católica Tecnológica del Cibao (UCATECI) y más recientemente fue designada Universidad Católica del Cibao (UCATECI)

### UNPHU, Recinto La Vega
El Recinto fue fundado el 5 de marzo de 1973, correspondiendo a una solicitud hecha por un segmento de intelectuales veganos, encabezados por el profesor Francisco Javier Abreu Almánzar, respaldado por la Fundación para el Desarrollo de la Provincia de La Vega.
Está ubicado en la Avenida Federico García Godoy #71 del Sector Villa Fresca, en un área de 12,040 metros cuadrados, que con su mejora consisten en un edificio de dos niveles, declarado Patrimonio Cultural Dominicano, fue donado por el Estado Dominicano a la Universidad Nacional Pedro Henríquez Ureña. En el recinto tienen vigencia cuatro de las siete facultades existentes de la Sede Central de la universidad, es decir: Ciencias Jurídicas y Políticas, con la Escuela de Derecho, Ciencias Económicas y Sociales con las Escuelas de: Administración Hotelera, Contabilidad y Auditoría, Administración de Mercados y Administración de Empresas, Humanidades y Educación con la Escuela de Educación, al igual que la de Ciencias de la Ingeniería y Tecnología con las Escuelas de: Agrimensura e Informática.

## Transporte
En lo que respecta a las vías de acceso, la ciudad está muy bien posicionada, ya que cuenta con los servicios de la principal carretera del país la (autopista Duarte) que comunica la región sur en especial la capital de la república y el norte del país.
La calidad de las vía, por su parte, no es consistente, hay zonas asfaltadas, otras que nunca lo han estado y es muy común calles en mal estado, un ejemplo en la avenida principal de la ciudad, la Av. Imbert, la cual no está concluida.
En lo referente al transporte del centro de la ciudad de carros de conchos, fueron cambiadas las viejas chatarras del transporte públicos con modelos de carro desde 1995 hasta 2005 para tener un transporte de mayor calidad en esta productiva ciudad. Sin embargo, el servicio es deficiente, cuenta con pocas rutas y pocas unidades, por lo que el tiempo de espera suele ser amplio, y no se tiene acceso a todas las partes de la ciudad en los mismos.

## Deportes

### Baloncesto
En La Vega se celebra cada año entre los meses de octubre y diciembre el Torneo de Baloncesto Superior de La Vega, actualmente este torneo cuenta con cinco equipos:
- Club Dosa (CD)
- Club Enriquillo (CE)
- Club La Matica (CM)
- Club La Villa (CV)
- Club Parque Hostos (CPH)

### Complejo Olímpico Vegano
El complejo de la llamada "Ciudad Olímpica" cuenta con varias instalaciones deportivas:
- El Palacio de los Deportes Fernando Teruel.
- El Estadio Olímpico Vegano (de baseball).
- La Piscina Olímpica.
- Salones de Karate, Judo, Pesas, Taekwondo y Ajedrez.
- Canchas de voleibol.
- Un estadio de fútbol con una pista de atletismo.
- Un área de practicar monturas de bicicletas, motocross y otros deportes extremos, etc.

### Otros complejos deportivos
- DOSA: Uno de los centros deportivos más antiguos e importantes de la ciudad, perteneciente a los salesianos. Tiene un techado que contiene dos canchas de basquetbol y dos de voleyball, us estadio de beisball y uno de sotfball, un estadio de fútbol y varias instalaciones de karate, takwando y judo, entre otras instalaciones.
- Centro deportivo San Agustín: Uno de los más recientes, cuenta con el complejo de tenis más grande de la ciudad y cuenta con una piscina semi-olímpica.
- Play número uno y play número dos: Son dos estadios: uno de Sotfball y otro de béisbol, antes se encontraban en el centro de la ciudad, los mismos fueron trasladados al sector de Pontón en la entrada de la ciudad.